# Llandovery
Pour les articles homonymes, voir Llandovery (homonymie).
Llandovery (en gallois : Llanymddyfri) est une bourgade située dans le comté du Carmarthenshire au Pays de Galles.
Son nom gallois signifie « Église enceinte au milieu des eaux », il est dû à la position de la ville juste avant la confluence de la Towy et de l'Afon Brân (en).

## Lieux et monuments
- Château de Llandovery

## Jumelage
- Pluguffan (France)

## Source
- (en) Cet article est partiellement ou en totalité issu de l’article de Wikipédia en anglais intitulé « Llandovery » (voir la liste des auteurs).